# 乗換え (生物学)
染色体における乗換え（のりかえ、英語: chromosomal crossover）とは、相同染色体の間で起こる部分的交換をいう。また、乗換えによって相同染色体が交差（こうさ、「交叉」ともいう）している場所をキアズマという。普通は減数分裂の際に起こるが、体細胞分裂で起こるものもある。
乗換えの結果として、同一染色体にある遺伝子の組み合わせの変化、すなわち遺伝的組換えが起きる。
通常の乗換えは、相同染色体の同じ場所（座位）で起き、その結果として過不足なく遺伝子の交換が起こる。一方、交換が異なる座位で起これば、片方の染色体で遺伝子が重複し、もう片方の染色体では遺伝子が失われる。これは不等乗換えと呼ばれる。
乗換えは染色体の形態的観察から明らかにされた現象であり、これが遺伝学的現象である組換えに対応すると考えられることが、染色体説の大きな根拠となった。

## 通常の乗換え
ある2個の遺伝子が別の染色体上にあるならば、それらの対立遺伝子は親から子へ独立に受け継がれる（メンデルの独立の法則）。
しかしこれらが同じ染色体上にあるならば、受け継がれ方は独立ではなく、これらが親と同じ組み合わせ（ハプロタイプ）として受け継がれる確率が高い（遺伝的連鎖）。
とはいえ、この組み合わせは固定されたものではなくて、他の組み合わせも生じ、その確率は遺伝子によって異なる。このような親と異なる組み合わせが生じる原因が、乗換えによる遺伝子の組換えである。
このように乗換えの仕組みによって、有性生殖の際に、単なる染色体の混ぜ合わせだけではなく、同一染色体の内部にも遺伝的多様性が生まれることになる。
2つの遺伝子が染色体上で物理的に離れているほど、その間の組換えの確率が高くなると
考えられ、このデータに基づいて遺伝子地図が作成できる。ただし組換えの起こりやすさは位置によって異なるため、距離のみで決まるわけではない。また、乗換えがあっても組換えが見出されるとは限らない（2つの遺伝子の間で二重に乗換えが起きれば、見かけ上組換えは見られないため）。
減数分裂の第一分裂前期には、各相同染色体が対合し付着して二価染色体という太い染色体を形成する時期がある。乗換えはこの時期に起きていると考えられている。その後、相同染色体が分離する過程で、それらに含まれる非姉妹染色分体が交差している像がみられ、キアズマ（chiasma）と呼ばれるが、これが乗換えの結果であると考えられている。
相同染色体の対合は、乗換えを一つの主要な目的としていると考えられる。

## 不等乗換え
組換えは普通、DNA分子上の共通した配列の間で起こる（相同組換え）。相同組換えに伴う乗換えは相同染色体の同じ座位で起きる率が圧倒的に多い。しかし共通配列は同じ染色体上の別の座位、また全く別の染色体上にもありうる。特にAlu配列などの反復配列はゲノム全体に散在するため、相同組換えの対象となりやすい。従ってこれらの組換えに伴って不等乗換えが起きることになる。
不等乗換えは、ある遺伝子の欠失（その遺伝子の機能の喪失）あるいは重複（機能の過多）をもたらすので、個体にとっては遺伝性疾患の原因となる。その一方で、重複した遺伝子の片方あるいは双方の機能が変化することにより、進化の元となる遺伝的変異の幅を拡大することにつながる。

## 体細胞乗換え
減数分裂による乗換えが相同染色体の間で起きるのに対し、体細胞における乗換えは姉妹染色分体の間に起きる。体細胞乗換えは特に菌類などの無性生殖を行う生物で多く見られる。
動物では、DNAが損傷を受けたまま細胞分裂が起きた場合に多いことが知られており（姉妹染色分体交換：Sister chromatid exchange）、どちらかというと病理的な現象と考えられる。
また体細胞に生じた不等乗換えは、がんの原因となりうる。